# Cala Mesquida
Cala Mesquida ist eine Bucht und eine nach dieser benannte Siedlung (Urbanització) im Nordosten der spanischen Baleareninsel Mallorca. Die Bucht befindet sich im nordwestlichen Teil des Gemeindegebietes von Capdepera.

## Meeresbucht Cala Mesquida

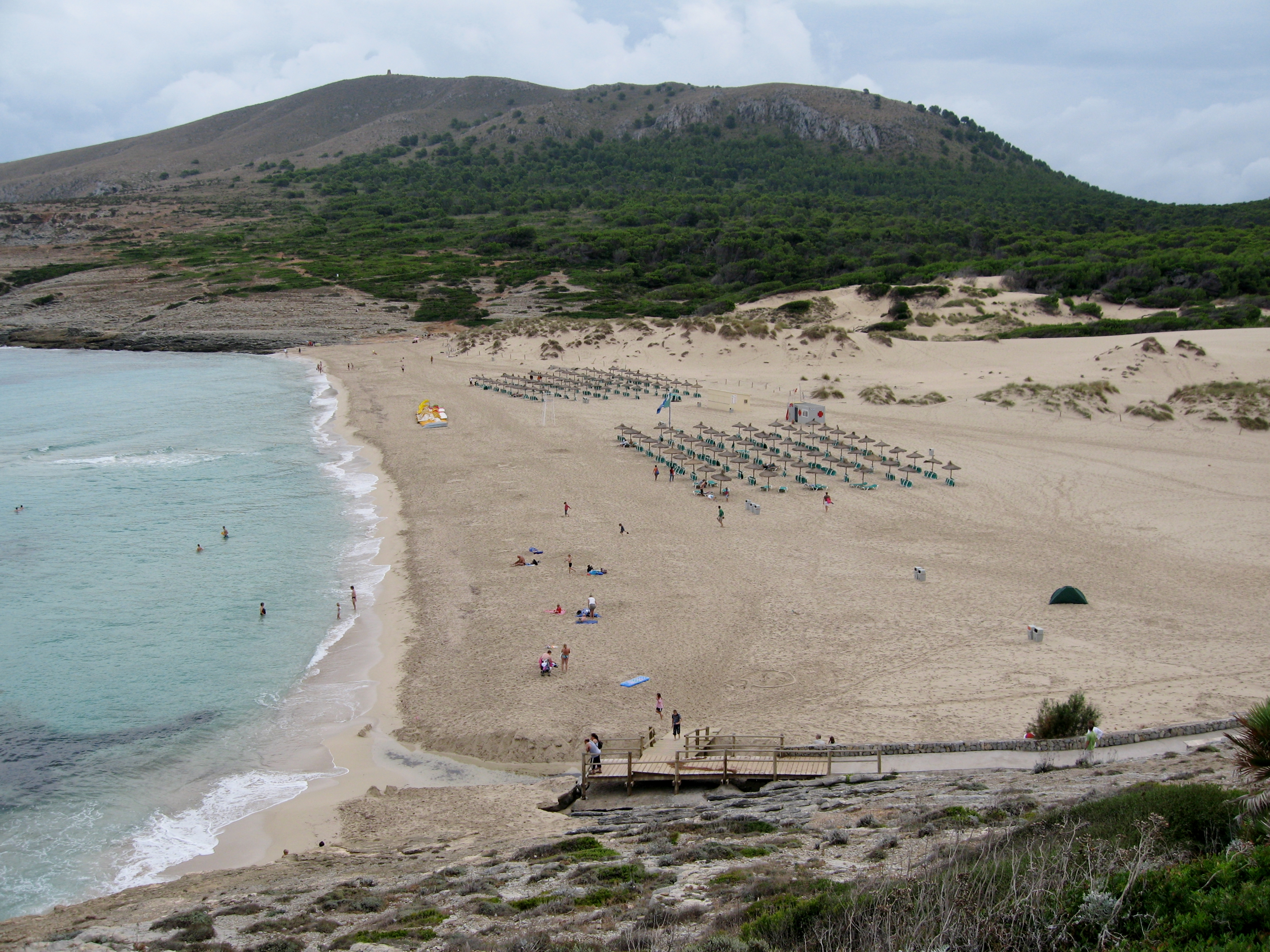
Strand der Cala Mesquida

Der Strand der Cala Mesquida ist 300 Meter lang und im Mittel 130 Meter breit. An den flachabfallenden Sandstrand schließt sich eine etwa einen Kilometer ins Landesinnere erstreckende von einem Kiefernwald umgebende Dünenlandschaft an. Die ganze Bucht befindet sich in einem Naturschutzgebiet. Doch selbst nach Ausweisung als Naturschutzgebiet verschlechterten sich zunächst noch die ökologischen Bedingungen in der Bucht. Die Dünen wurden niedergetreten und Sand als Baumaterial entnommen. Durch den Einsatz von Holzzäunen und -stegen und verstärkte Kontrollen konnte jedoch der Schutz verbessert werden.
Während der Hauptsaison findet die Bucht nicht zuletzt durch ihre Erreichbarkeit über eine gut ausgebaute Straße von Artà bzw. Capdepera aus regen Besuch. Das Rote Kreuz überwacht den Strand während dieser Zeit. Die für einen touristisch erschlossenen Strand üblichen Einrichtungen wie Strandbar, Liegestuhl und Sonnenschirmverleih sind ebenfalls vorzufinden. Im Jahre 2003 wurden für den Strand von der Gemeindeverwaltung genehmigt: 300 Liegen, 100 Sonnenschirme, 12 Wassertretboote, 1 Kiosk, 1 Überwachungsturm, 1 Signalmast, 1 Rettungsstation Cruz Roja (Rotes Kreuz), mit zwei Anlegeplätzen für Motorboote und zwei für Segelboote.

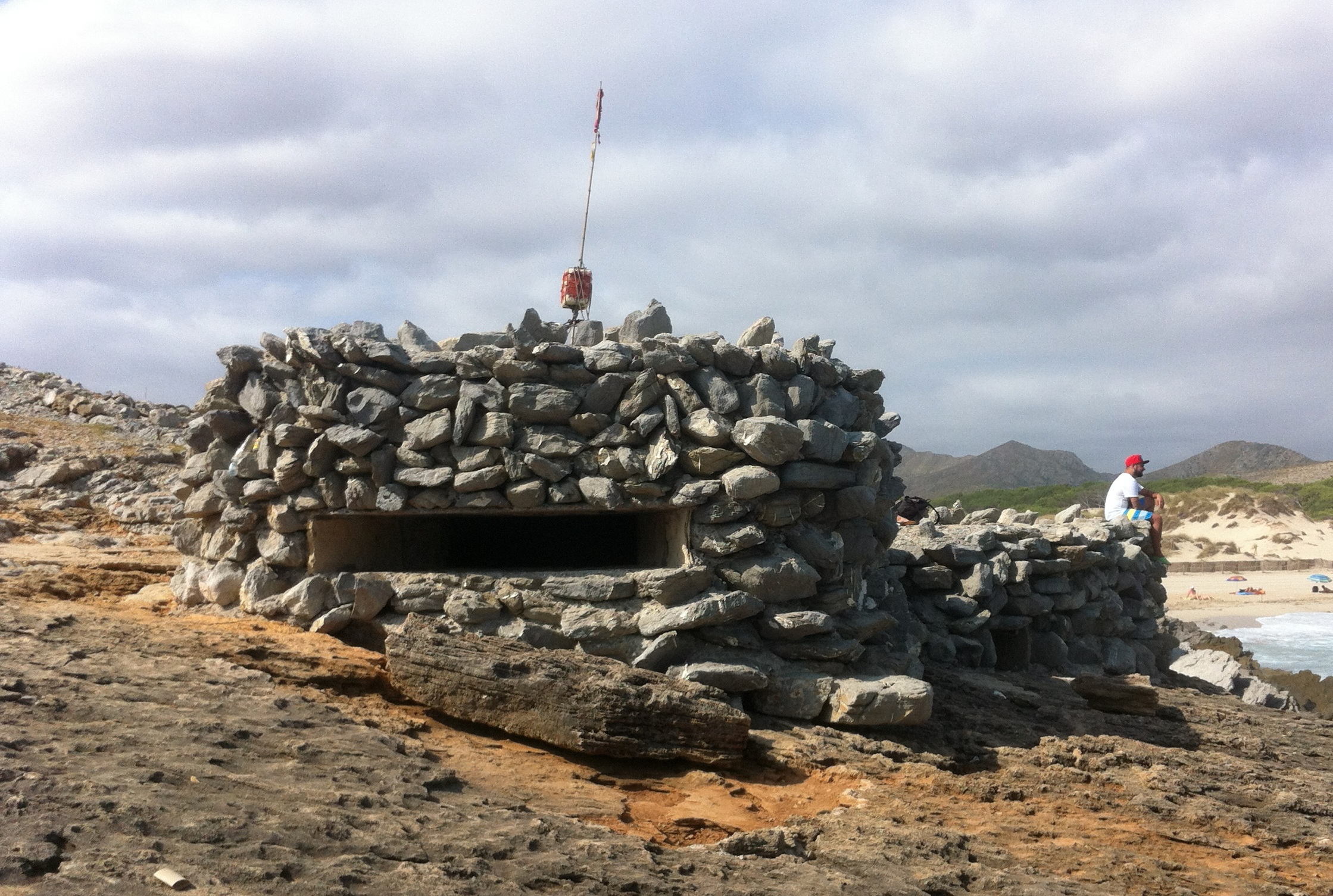
Bunker östlich der Bucht

Unmittelbar am östlichen Ende der Bucht steht ein kleiner Bunker des spanischen Militärs. Er entstand nach dem spanischen Bürgerkrieg während des Franco-Regimes und wurde aus Sorge vor einer Invasion der Alliierten errichtet. Das spanische Militär hält am Bestand des Bunkers fest.
Mehrfach erlitten Schiffe an der Bucht Schiffbruch. Längere Zeit lag ein bei Nebel aufgelaufenes französisches Schiff in der Bucht. Später ereilte das ebenfalls französische Schiff Albatros das gleiche Schicksal. Trotzdem gilt die Bucht als guter Ankerplatz, soweit nicht der Tramuntana weht. Die ursprünglich abgelegene Bucht soll darüber hinaus für den Schmuggel von Kaffee und Tabak von Bedeutung gewesen sein.
Östlich der Bucht erhebt sich der Es Telégraf, auf dem sich die Turmruine Talaia de Son Jaumell befindet. Nördlich dem Berg vorgelagert ist das Cap des Freu.
In der Bucht mündet der nur zeitweise Wasser führende Torrent de Cala Mesquida in das Mittelmeer.

## Flora und Fauna
Östlich von dem zentralen Strandzugang breitet sich eine von Strandhafer (Ammophila arenaria) besiedelte Dünenlandschaft aus. Das sensible Ökosystem kann auf einem 600 m langen Holzsteg erkundet werden. Typische Vertreter der Dünenflora sind Stranddistel (Eryngium maritimum) und die im Herbst blühende Dünen-Trichternarzisse (Pancratium maritimum); der angrenzende Buschwald wird von Phönizischem Wacholder (Juniperus phoenicea), Mastixträuchern (Pistacia lentiscus), Zwergpalmen (Chamaerops humilis) und krüppelwüchsigen Aleppokiefern (Pinus halepensis) dominiert. Im Unterwuchs findet sich der Diss (Ampelodesmos mauritanicus), ein invasives Süßgras, dass auf Mallorca weit verbreitet ist. Geschnitten und getrocknet dient es u. a. zur Herstellung von Schatten spendenden Strandschirmen.

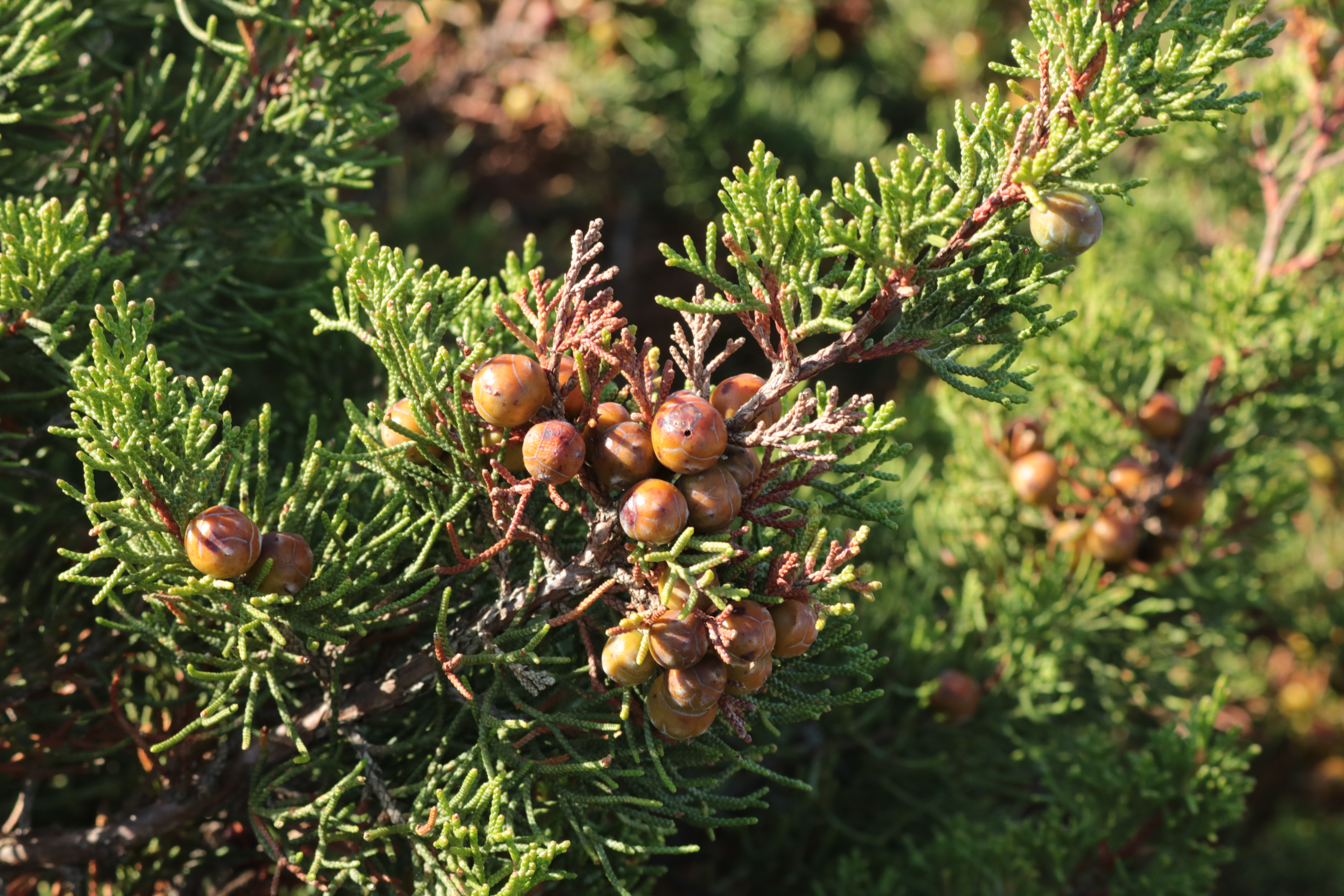
Phönizischer Wacholder

An dem als Schutzgebiet für Vögel ausgewiesenen Küstenstrich können u. a. Krähenscharbe (Phalacrocorax aristoteles), Korallenmöwe (Ichthyaetus audouinii) und Samtkopf-Grasmücke (Curruca melanocephala) gesichtet werden.

## Siedlung Cala Mesquida

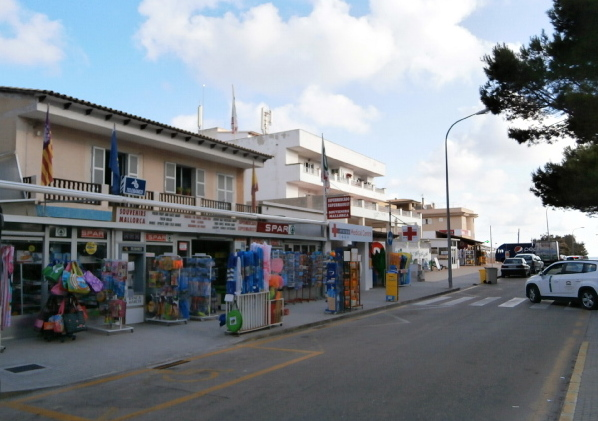
Straße in Cala Mesquida

Westlich oberhalb der Bucht befindet sich die Siedlung Cala Mesquida mit 40 Einwohnern (Stand 2015). In der Ortslage befinden sich mehrere große Hotelanlagen, so dass die tatsächliche Einwohnerzahl in der touristischen Saison erheblich höher liegt. Im Ort bestehen auch Restaurants und Geschäfte sowie eine deutsche Metzgerei. Westlich der Bucht ist unweit der Ortslage im Steilufer der Küste in Karten die Cova des Coloms (deutsch Taubenhöhle) angegeben. Entlang der Küste nach Nordwesten in Richtung Cala Torta beginnt in Cala Mesquida der Küstenwanderweg Camí dels Carabiners.
Am südlichen Ende der Siedlung befindet sich eine Kabelübergabestation, an der das Menorca mit Mallorca verbindende 132 kV-Seekabel endet und in das Freileitungsnetz Mallorcas eingebunden wird.

## Zugang

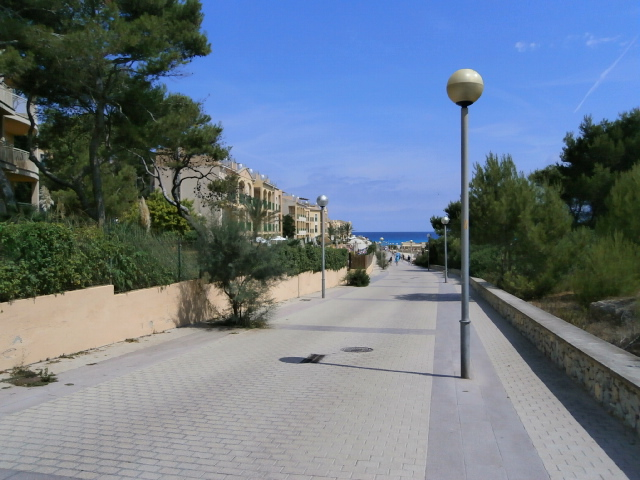
Promenade zum Strand

Von einem Kreisverkehr der Landstraße MA-15, an der Umgehungsstraße von Capdepera, führt eine asphaltierte Straße zur Hotelsiedlung von Cala Mesquida. Es besteht eine Busverbindung nach Cala Rajada.

## Wanderwege
Cala Mesquida ist ein guter Ausgangspunkt für Küstenwanderungen. Ein viel begangener markierter Weg führt in östlicher Richtung durch lichten Kiefernwald zur Nachbarbucht Cala Agulla, wobei Abstecher zum Wachtturm Talaia de Son Jaumell auf dem Es Telégraf und auf den gegenüberliegenden Puig de s’Àguila (deutsch Adlerberg) möglich sind. Auf dem Küstenpfad Camí dels Carabiners (auch Camí des Carabiners) kommt man zur nordwestlich gelegenen Bucht Cala Torta und von dort weiter bis zu den nur per pedes erreichbaren Sandstränden Sa Font Celada (auch Platja de sa Font salada) und S’Arenalet des Verger.

## Galerie

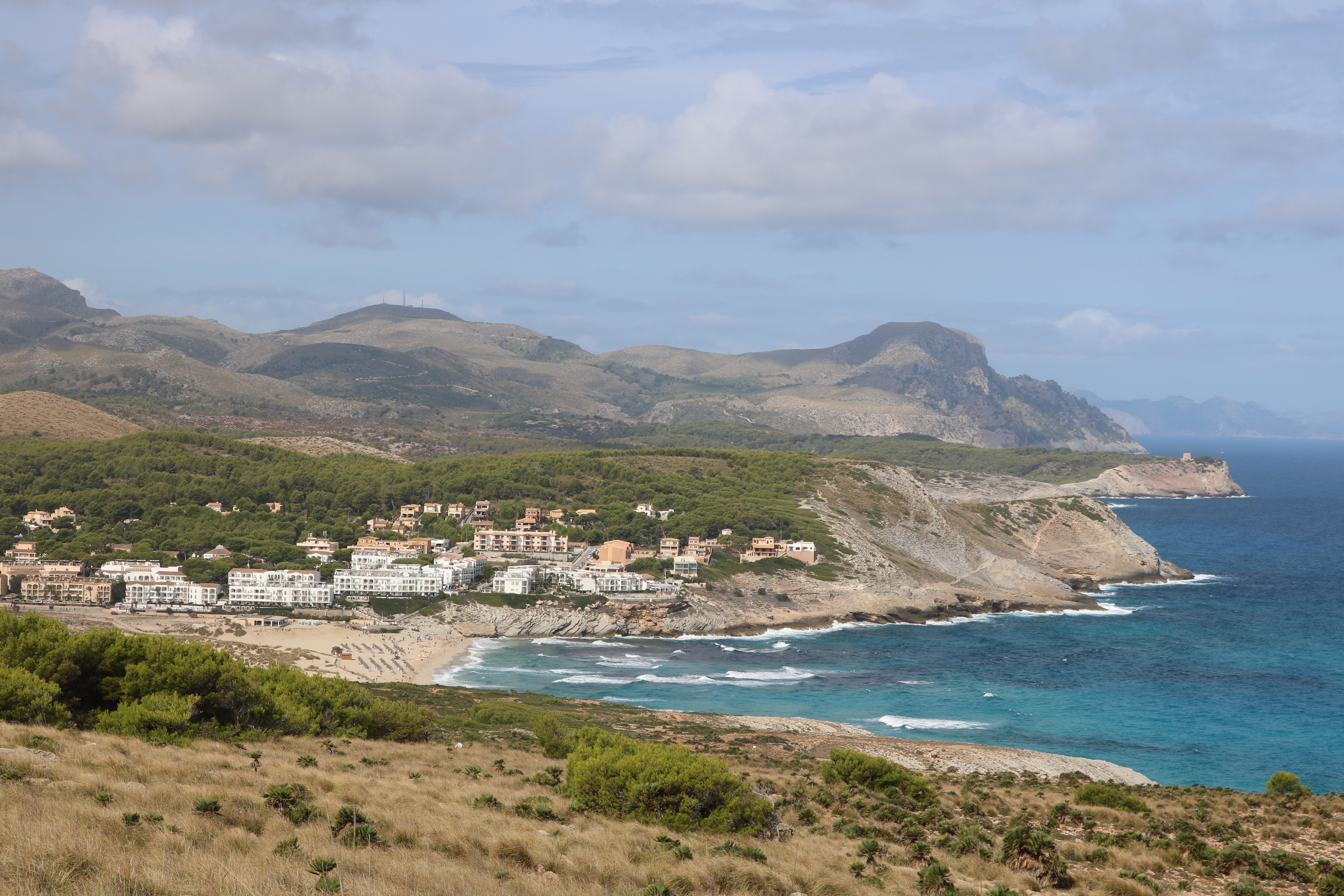
Cala Mesquida, gesehen vom Es Telégraf
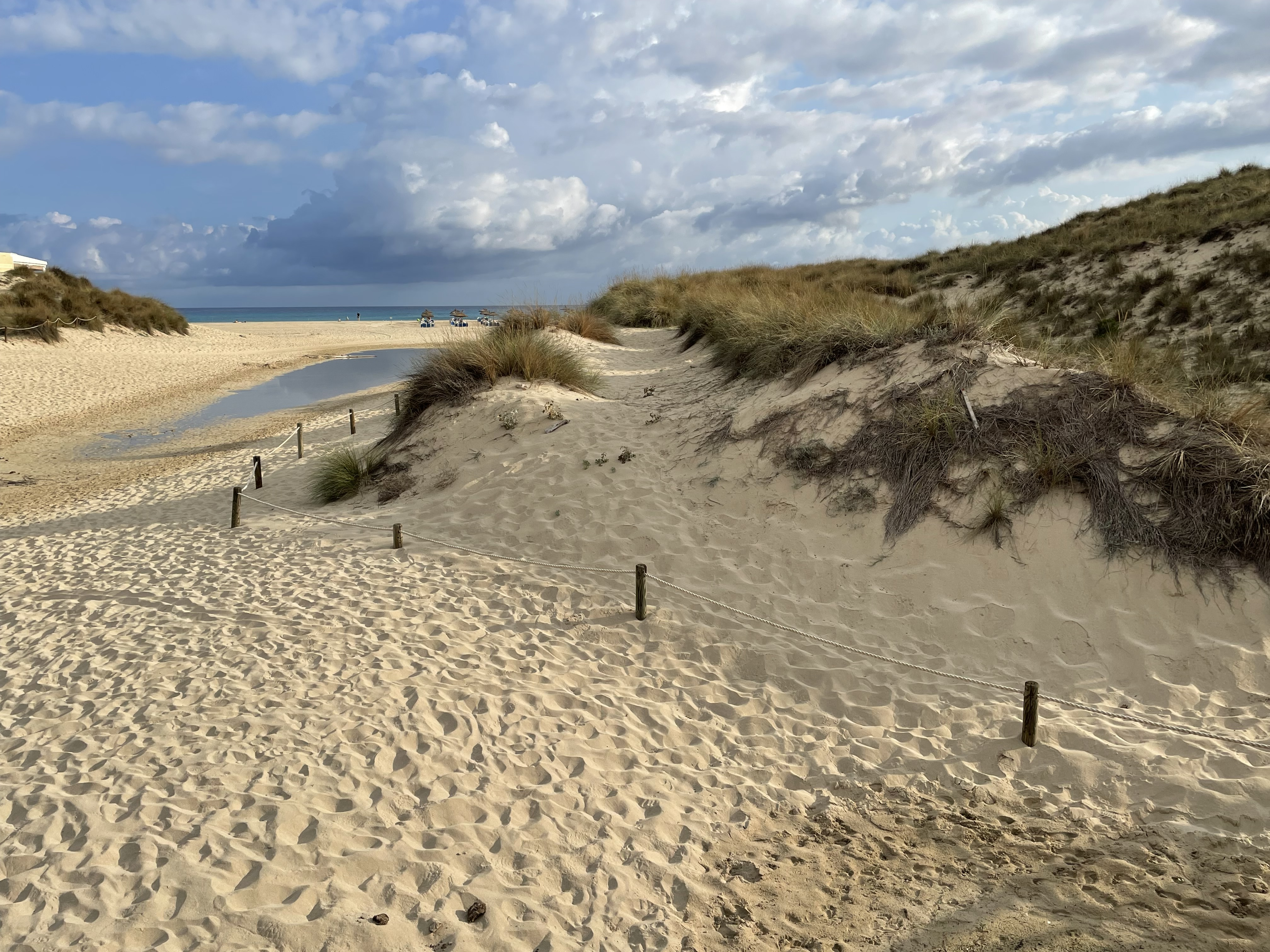
Dünen am Strand von Cala Mesquida
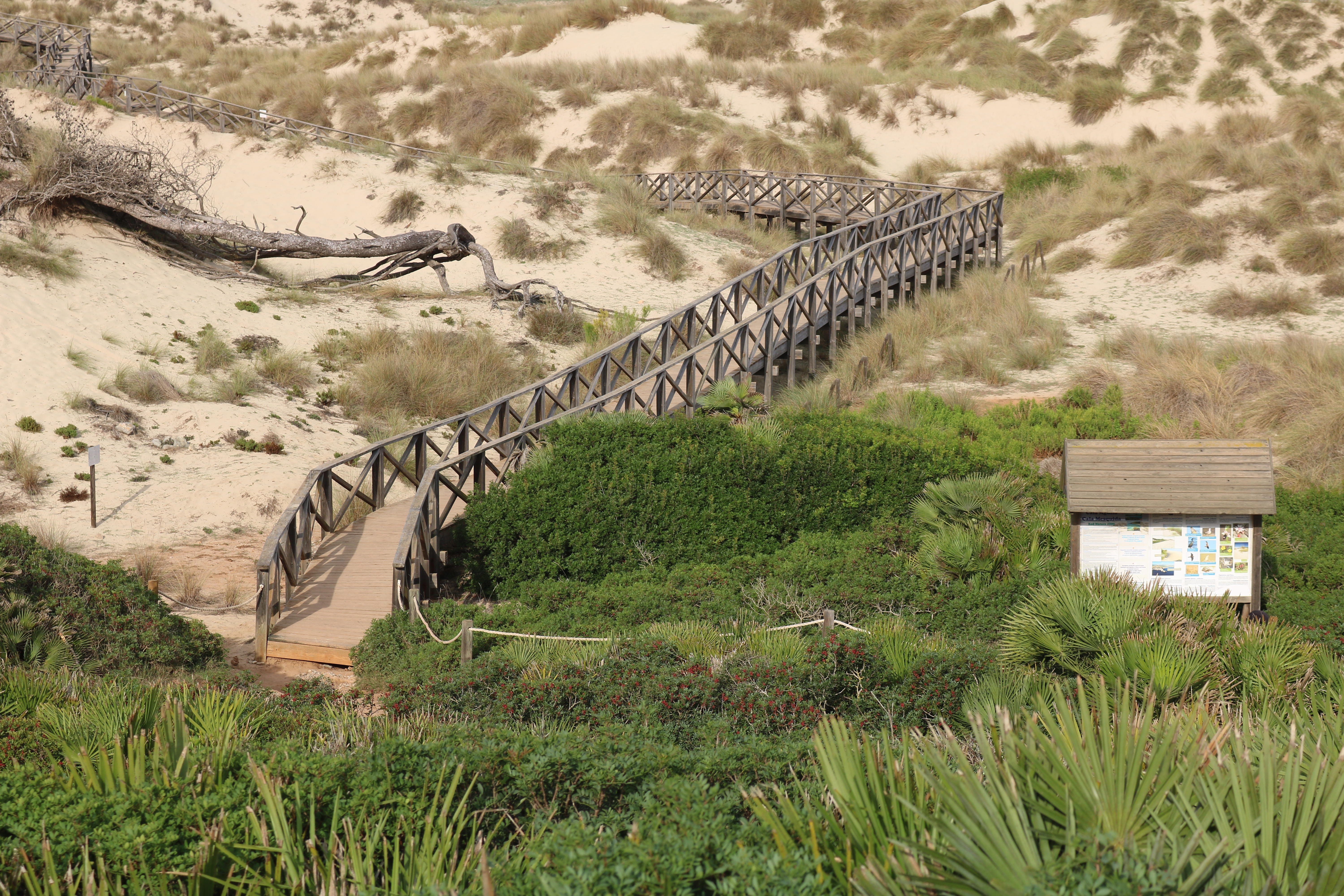
Holzsteg durch die Dünen
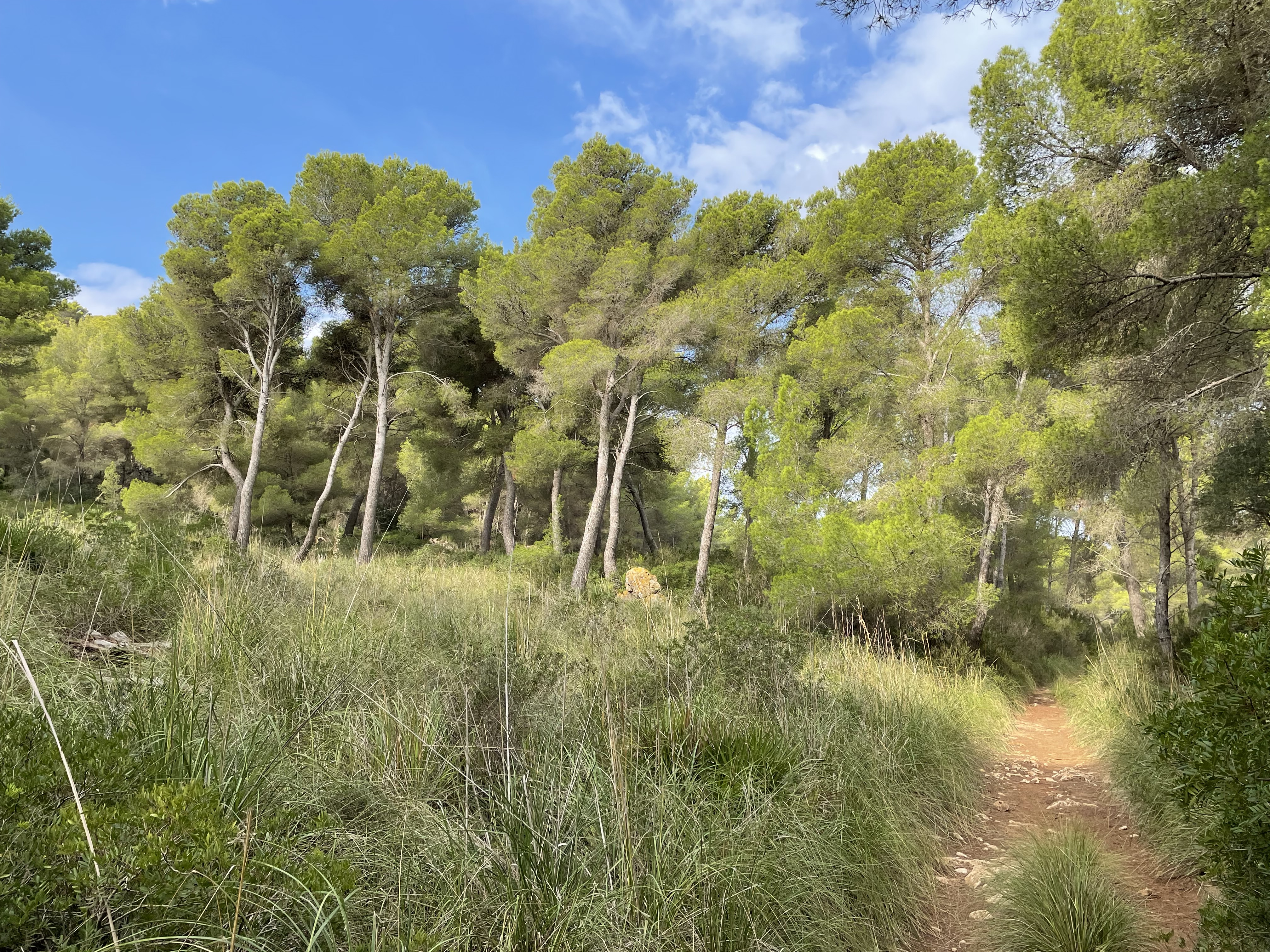
Küstenwald, im Vordergrund Dissgras
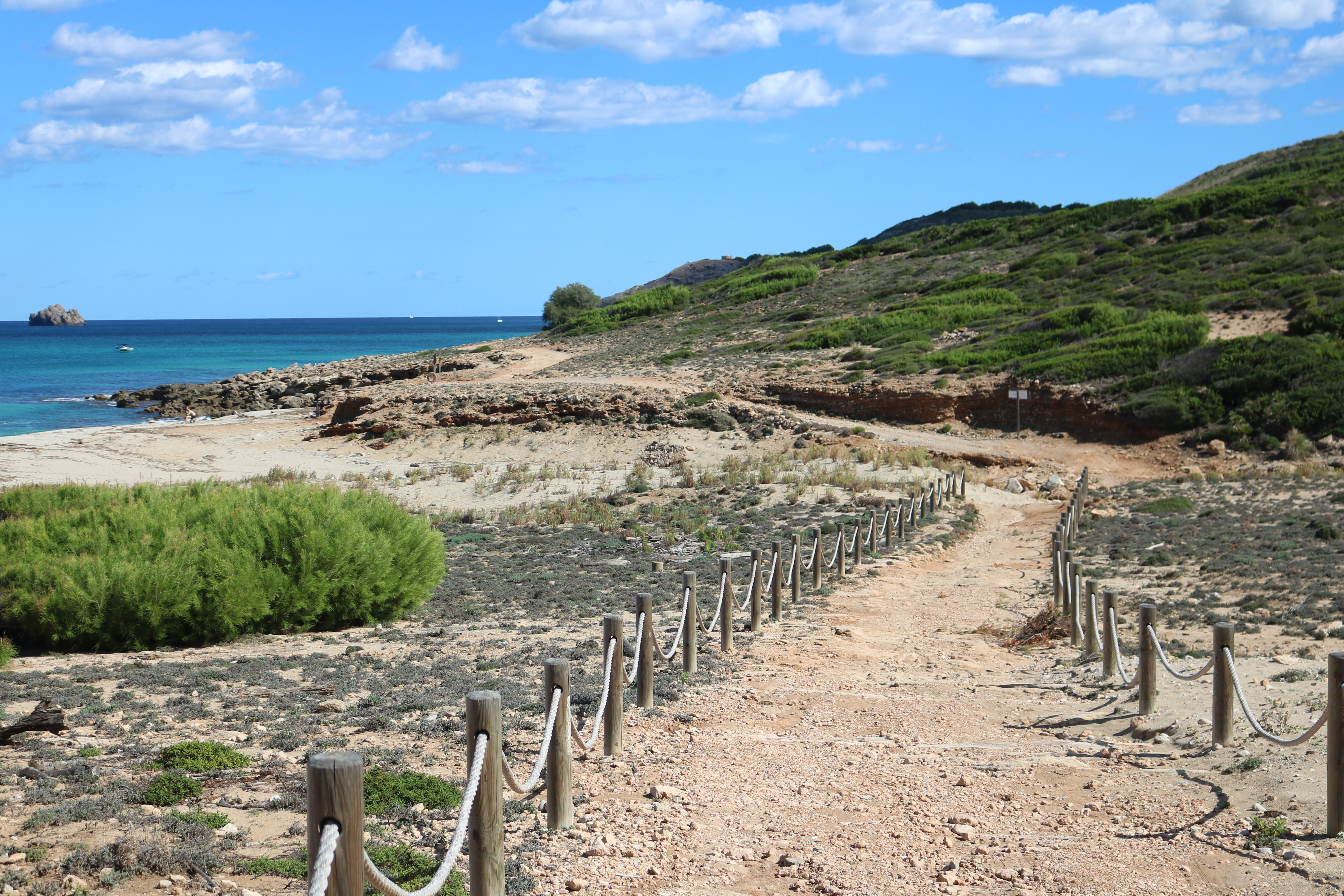
Wanderweg bei S'Arenalet des Verger
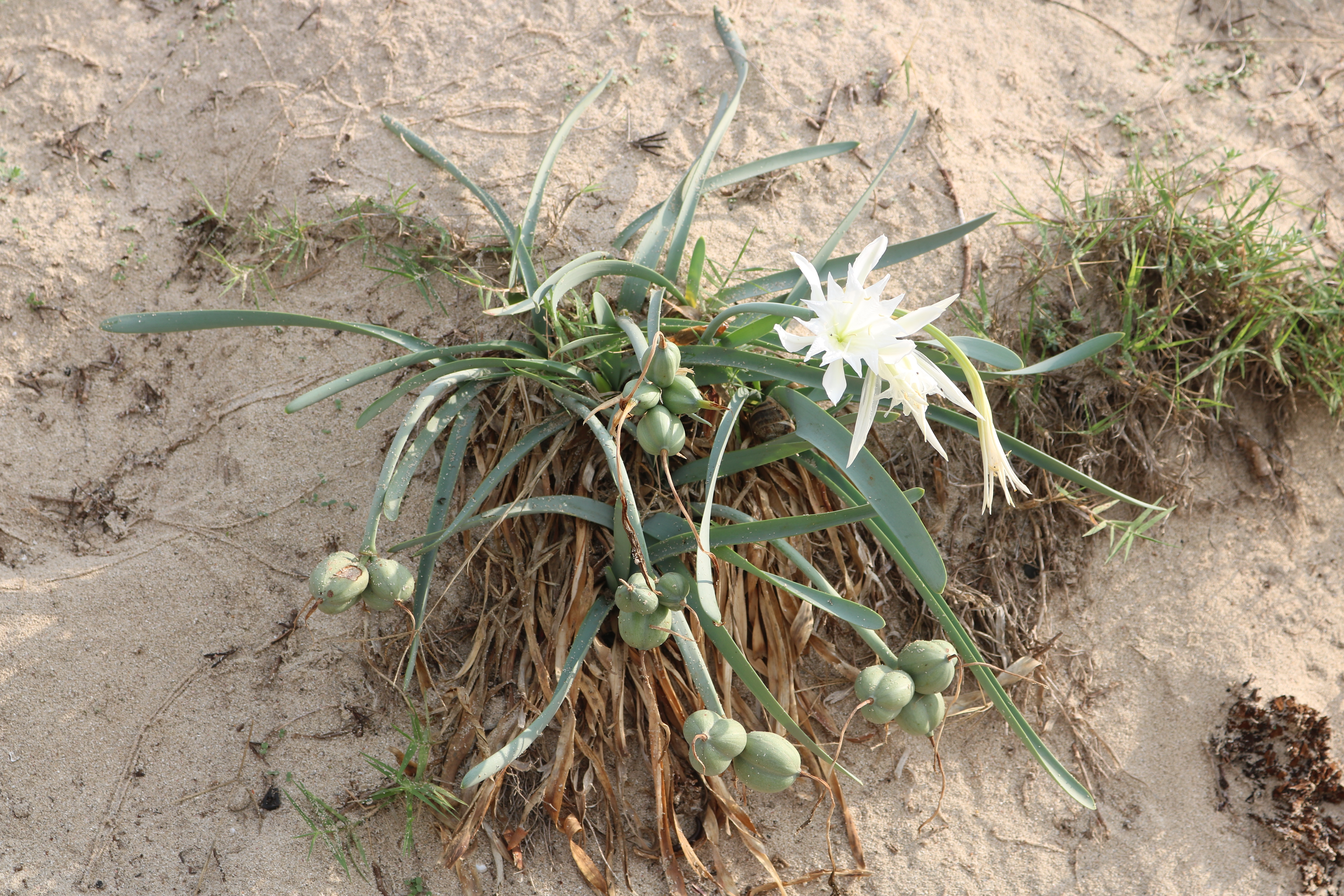
Dünen-Trichternarzisse

## Cala Mesquida in der Literatur
In Cala Mesquida spielt die überlieferte Erzählung Die Mauren, die nach Sa Mesquida kamen, in der eine Magd aus Sa Mesquida zu einem Brunnen in der Cala Mesquida geht und dort von Mauren überfallen und gezwungen wird, ihnen Käse und Brot zu holen. Später kommen die Mauren erneut, foltern Bewohner des Bauernhofs, versuchen sie mit Gewalt vom christlichen Glauben abzubringen und verschleppen sie in das Land der Mauren, darunter auch die Magd. Die Bewohner des Hofs halten in der Fremde zusammen. Die Magd, die besser untergebracht ist als die Herren des Hofs, hilft dem Bauern und seiner Tochter. Letztlich werden alle auf Initiative von Verwandten mit Geld aus dem Kirchenfonds der Muttergottes von San Salvador d´Arta freigekauft und gelangen lebend nach Mallorca zurück.